# سینه‌سرخ بیشه ابروسفید
سینه‌سرخ بیشه ابروسفید (نام علمی: Tarsiger indicus) گونه‌ای از پرندگان گنجشک‌سان از تیرهٔ مگس‌گیران جهان قدیم (Muscicapidae) است که از هیمالیا تا جنوب مرکزی چین و شمال ویتنام یافت می‌شود. زیستگاه طبیعی آن جنگل‌های رودودندرون و مخروطیان است. سینه‌سرخ بیشه تایوانی در گذشته به عنوان یک زیرگونه آن در نظر گرفته می‌شد.
آنها کوچ ارتفاعی انجام می‌دهند و حشره‌خوار هستند.